# Selliguea
Selliguea là một chi dương xỉ thuộc họ Dương xỉ. Loài điển hình của chi là Selliguea feei.

## Danh sách loài
Theo Hassler & Swale (2002). Các loài dưới đây có thể không hợp lệ.
- Selliguea albicaula (Copel.) M.Kato & M.G.Price; Acta Phytotax. Geobot. 41(1-3): 72 (1990)
- Selliguea albidopaleata (Copel.) Parris; Parris, R.S.Beaman & Beaman, Pl. Mt. Kinabalu, 1. Ferns & Fern Allies: 151 (1992)
- Selliguea albidosquamata (Blume) Parris; Parris, R.S.Beaman & Beaman, Pl. Mt. Kinabalu, 1. Ferns & Fern Allies: 152 (1992)
- Selliguea albopes (C. Chr. & Ching) S.G.Lu, Hovenkamp & M.G.Gilbert, Fl. China 2–3: 782 (2013)
- Selliguea archboldii Copel.; Journ. Arnold Arbor. 24: 442 (1943)
- Selliguea bakeri (Luerss.) Hovenkamp; Blumea 43: 90 (1998)
- Selliguea balbi Hovenkamp; Blumea 43: 108 (1998)
- Selliguea banaensis (C. Chr.) comb. ined.
- Selliguea bellisquamata (C. Chr.) Hovenkamp; Blumea 43: 90 (1998)
- Selliguea bisulcata (Hook.) Hovenkamp; Blumea 43: 73 (1998)
- Selliguea brooksii (Alderw.) Hovenkamp; Blumea 43: 93 (1998)
- Selliguea caudiformis (Bl.) J. Sm.; Ferns br. and for. 97 (1866)
- Selliguea ceratophylla (Copel.) Hovenkamp; Blumea 43: 86 (1998)
- Selliguea chenkouensis (Ching) comb. ined.
- Selliguea chinensis (Ching) comb. ined.
- Selliguea chrysotricha (C. Chr.) comb. ined.
- Selliguea conjuncta (Ching)  S.G.Lu, Hovenkamp & M.G.Gilbert, Fl. China 2–3: 784 (2013)
- Selliguea connexa (Ching)  S.G.Lu, Hovenkamp & M.G.Gilbert, Fl. China 2–3: 780 (2013)
- Selliguea costulata (Ces.) Wagner & Grether; Univ. Calif. Publ. Bot. 23: 60. t.22 (1948)
- Selliguea craspedosora (Copel.) Hovenkamp; Blumea 43: 72 (1998)
- Selliguea crenatopinnata (C. B. Clarke) comb. ined.
- Selliguea cretifera (Alderw.) Ching; Sunyatsenia 5: 260 (1940)
- Selliguea cruciformis (Ching) S.G.Lu, Hovenkamp & M.G.Gilbert, Fl. China 2–3: 783 (2013)
- Selliguea cunea (Ching) comb. ined.
- Selliguea dactylina (Christ) comb. ined.
- Selliguea dekockii (Alderw.) Hovenkamp; Blumea 43: 40 (1998)
- Selliguea digitata (Ching) comb. ined.
- Selliguea ebenipes (Hook.) comb. ined.
- Selliguea echinospora (Tag.) comb. ined.
- Selliguea elmeri (Copel. in Perkins) Ching; Sunyatsenia 6: 260 (1940)
- Selliguea enervis (Cav.) Ching; Bull. Fan Mem. Inst. Biol. Bot. 10: 239 (1941)
- Selliguea engleri (Luerss.) comb. ined.
- Selliguea erythrocarpa (Mett. ex Kuhn) comb. ined.
- Selliguea feei Bory; Dict. class. 6: 588 (1824)
- Selliguea feeoides Copel.; Bishop Mus. Bull. 69. 17 (1929)
- Selliguea ferrea (Brause) Hovenkamp; Blumea 43: 43 (1998)
- Selliguea fukienensis (Ching) comb. ined.
- Selliguea glauca (J.Sm. ex Brackenr.) Hovenkamp; Blumea 43: 56 (1998)
- Selliguea glaucopsis (Franchet) comb. ined.
- Selliguea gracilipes (Alderw.) Hovenkamp; Blumea 43: 83 (1998)
- Selliguea griffithiana (Hook.) comb. ined.
- Selliguea hainanensis (Ching) comb. ined.
- Selliguea hastata (Thunb.) comb. ined.
- Selliguea hellwigii (Diels in K.Schum. & Laut.) Hovenkamp; Blumea 43: 82 (1998)
- Selliguea heterocarpa (Bl.) Bl.; Enum. addend. (1828)
- Selliguea hirsuta (Tag. & lwatsuki) comb. ined.
- Selliguea hirtella (Ching) comb. ined.
- Selliguea hunyaensis (Ching) comb. ined.
- Selliguea integerrima (Ching) comb. ined.
- Selliguea katuii (Brownlie) comb. ined.
- Selliguea kingpingensis (Ching) comb. ined.
- Selliguea kwangtungensis (Ching) comb. ined.
- Selliguea laciniata (C. Presl) Hovenkamp; Blumea 43: 47 (1998)
- Selliguea lagunensis (Christ) Hovenkamp; Blumea 43: 55 (1998)
- Selliguea laipoensis (Ching) comb. ined.
- Selliguea lancea (Ching & Wang) comb. ined.
- Selliguea lanceola (Mett.) E. Fourn.; Ann. sc. nat. V. 18: 280 (1873)
- Selliguea lateritia (Bak.) Hovenkamp; Blumea 43: 71 (1998)
- Selliguea lauterbachii (Alderw.) Hovenkamp; Blumea 43: 41 (1998)
- Selliguea likiangensis (Ching) comb. ined.
- Selliguea majoensis (C. Chr.) comb. ined.
- Selliguea malacodon (Hook.) comb. ined.
- Selliguea metacoela (Alderw.) Parris; Parris, R.S.Beaman & Beaman, Pl. Mt. Kinabalu, 1. Ferns & Fern Allies: 152 (1992)
- Selliguea montana (Sledge) comb. ined.
- Selliguea murudensis (C. Chr.) Parris; Parris, R.S.Beaman & Beaman, Pl. Mt. Kinabalu, 1. Ferns & Fern Allies: 152 (1992)
- Selliguea neglecta (Bl.) Hovenkamp; Blumea 43: 88 (1998)
- Selliguea nigropaleacea (Ching) comb. ined.
- Selliguea nigrovenia (Christ) comb. ined.
- Selliguea oblongifolia (S. K. Wu) comb. ined.
- Selliguea obtusa (Ching) comb. ined.
- Selliguea omeiensis (Ching) comb. ined.
- Selliguea oodes (Kunze) Hovenkamp; Blumea 43: 89 (1998)
- Selliguea oxyloba (Wallich ex Kunze) comb. ined.
- Selliguea palmatifida (Ching & P.S.Chiu) comb. ined.
- Selliguea pampylocarpa (Alderw.) Hovenkamp; Blumea 43: 87 (1998)
- Selliguea pellucidifolia (Hayata) comb. ined.
- Selliguea pianmaensis (W.M.Chu) comb. ined.
- Selliguea pingpienensis (Ching) comb. ined.
- Selliguea plantaginea Brackenr.; Expl. Exp. 16: 58 (1854)
- Selliguea platyphylla (Swartz) Ching; Bull. Fan Mem. Inst. Biol. Bot. 10: 238 (1941)
- Selliguea pseudoacrosticha (Alderw.) Hovenkamp; Blumea 43: 94 (1998)
- Selliguea pyrolifolia (Goldm. in Meyen) Hovenkamp; Blumea 43: 58 (1998)
- Selliguea quasidivaricata (Hayata) comb. ined.
- Selliguea rhynchophylla (Hook.) comb. ined.
- Selliguea rigida (Hook.) Hovenkamp; Blumea 43: 92 (1998)
- Selliguea roseomarginata (Ching) comb. ined.
- Selliguea rotunda (Ching) comb. ined.
- Selliguea setacea (Copel.) Hovenkamp; Blumea 43: 92 (1998)
- Selliguea shandongensis (J.X.Li & C.Y. Wang) comb. ined.
- Selliguea shensiensis (Christ) comb. ined.
- Selliguea similis (Ching) comb. ined.
- Selliguea simplicifolia (Ching) comb. ined.
- Selliguea simplicissima (F.Muell.) Hovenkamp; Blumea 43: 61 (1998)
- Selliguea soridens (Hook.) Hovenkamp; Blumea 43: 65 (1998)
- Selliguea sri-ratu Hovenkamp; Blumea 41(1): 19 (1996)
- Selliguea stenophylla (Blume) Parris; Parris, R.S.Beaman & Beaman, Pl. Mt. Kinabalu, I. Ferns & Fern Allies: 151 (1992)
- Selliguea stenosquamis Hovenkamp; Blumea 33(2): 396 (1988)
- Selliguea stewartii (Bedd.) comb. ined.
- Selliguea suboxyloba (Ching) comb. ined.
- Selliguea subsparsa (Bak.) Hovenkamp; Blumea 43: 80 (1998)
- Selliguea subtaeniata (Alderw.) Hovenkamp; Blumea 43: 80 (1998)
- Selliguea taeniata (Sw.) Parris; Parris, R.S.Beaman & Beaman, Pl. Mt. Kinabalu, 1. Ferns & Fern Allies: 152 (1992)
- Selliguea tafana (C. Chr.) Hovenkamp; Blumea 43: 36 (1998)
- Selliguea taiwanensis (Tag.) comb. ined.
- Selliguea tamdaoensis (V.N.Tu) comb. ined.
- Selliguea tarningensis (Ching) comb. ined.
- Selliguea tenuipes (Ching) comb. ined.
- Selliguea tibetana (Ching & S. K. Wu) comb. ined.
- Selliguea triloba (Houtt.) M.G.Price; Contr. Univ. Michigan Herb. 17: 276 (1990)
- Selliguea triquetra (Blume) Ching; Bull. Fan Mem. Inst. Biol. Bot. 10: 238 (1941)
- Selliguea violascens (Mett.) Hovenkamp; Blumea 43: 53 (1998)
- Selliguea waltonii (Ching) comb. ined.
- Selliguea whitfordii (Copel.) Hovenkamp; Blumea 43: 60 (1998)
- Selliguea wuliangshanensis (W.M.Chu) comb. ined.
- Selliguea wuyishanica (Ching & Shing) comb. ined.
- Selliguea yakuinsularis (Masam.) comb. ined.
- Selliguea yakushimensis (Makino) comb. ined.

## Tham khỏa
1. 1 2  "IPNI: Selliguea". International Plant Names Index. Truy cập ngày 29 tháng 7 năm 2018.
2. ↑  Bory de Saint-Vincent, J.B.(1824) Dictionnaire Classique d'Histoire Naturelle 6: 587.
3. ↑  GBIF.org (28 July 2018) GBIF Occurrence Download https://doi.org/10.15468/dl.biavi6 Selliguea Bory
4. 1 2  Hassler, M & Swale, B. (2002). "Ferns: Family Drynariaceae, genus Selliguea; world species list". Bản gốc lưu trữ ngày 17 tháng 10 năm 2008. Truy cập ngày 29 tháng 7 năm 2018.{{Chú thích web}}:  Quản lý CS1: nhiều tên: danh sách tác giả (liên kết)
5. ↑  Bory de Saint-Vincent, J.B.(1829) Dictionnaire Classique d'Histoire Naturelle 15: t. opp. p. 344.